# René-Robert Cavelier de La Salle

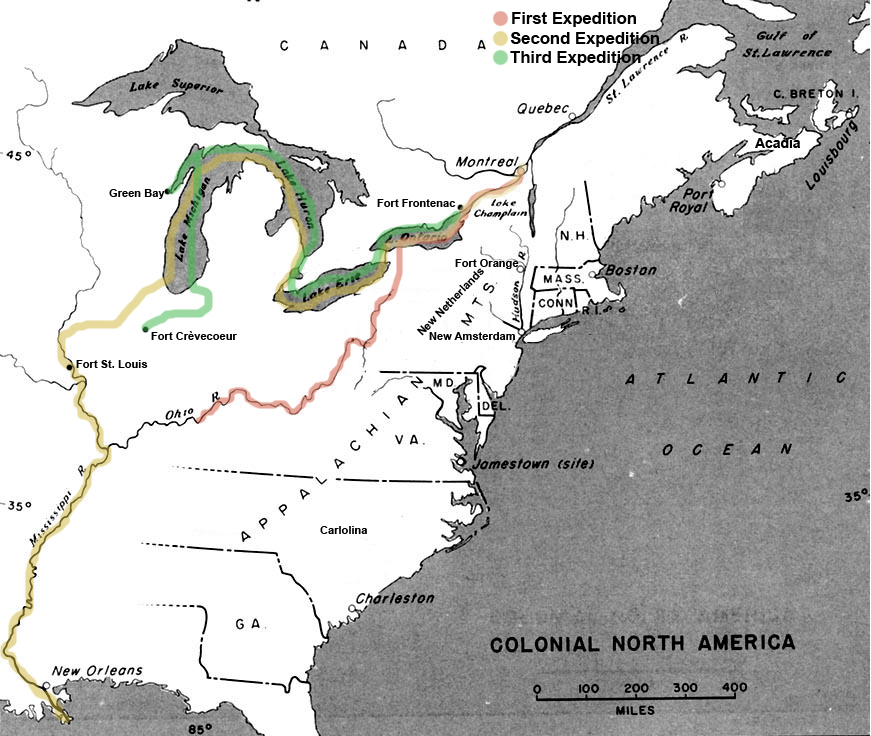
Ekspedycje La Salle

René-Robert Cavelier de La Salle (ur. 22 listopada 1643 w Rouen we Francji, zamordowany 20 marca 1687 w Teksasie) – francuski odkrywca delty Missisipi i badacz Ameryki Północnej.

## Biografia
W 1658 La Salle rozpoczął nowicjat jezuicki. Opuścił zakon w 1667 z powodu "niestabilności umysłowej" i udał się do Nowej Francji. Tam rozpoczął burzliwe życie kolonisty. Na początku prowadził gospodarstwo niedaleko Montrealu. Indianie z plemienia Seneków mieszkający niedaleko opowiadali mu o wielkiej rzece daleko na zachodzie, w głębi kontynentu. La Salle postanowił dotrzeć do rzeki i odkryć wodny korytarz w poprzek Ameryki Północnej.
W 1669 La Salle popłynął co najmniej do jeziora Ontario, a być może nawet do rzeki Ohio, ale nie jest to pewne. W następnych latach La Salle odbył wiele podróży, nauczył się kilku języków indiańskich i zdobył umiejętność łatwego podróżowania w canoe na długich dystansach. 
W 1677 wrócił do Francji i otrzymał od króla patent na odkrycie terenów między Meksykiem, Florydą i Nową Francją. W 1678 ponownie dotarł do Kanady, gdzie zorganizował ekspedycję nad jezioro Erie. 6 grudnia 1678 r., wraz z franciszkańskim zakonnikiem, Louisem Hennepin, jako pierwsi Europejczycy ujrzeli wodospady Niagary. Na widok ogromnych mas spadającej wody, oszołomieni jej hukiem, obaj padli na kolana i wznosząc ręce ku niebu odśpiewali uroczyste "Te Deum".
W tym czasie La Salle zbudował i zwodował na jeziorze Erie statek żaglowy Le Griffon. Był to pierwszy statek zbudowany na Wielkich Jeziorach. 7 sierpnia 1679 r. La Salle wraz z 32-osobową załogą wypłynął nim w rejs przez jezioro Huron aż do Green Bay na jeziorze Michigan. Po utracie statku w 1681 r. La Salle z ekspedycją czterdziestu ludzi udał się do rzeki Missisipi, do której dotarł 6 lutego 1682. Następnie popłynął wzdłuż rzeki na południe i dotarł do delty Missisipi 9 kwietnia 1682. Po długiej i żmudnej podróży w górę nurtu rzeki powrócił do Nowej Francji.
La Salle wrócił do Francji w 1684, gdzie wpadł na pomysł założenia kolonii w okolicach Nowego Orleanu w delcie Missisipi. W tym samym 1684 roku popłynął z czterema statkami do Zatoki Meksykańskiej, ale nie udało mu się odnalezienie delty od strony morza i w lutym 1685 roku wylądował w Teksasie w Matagorda Bay, w okolicach dzisiejszego miasta Houston. La Salle założył tam osiedle Fort Saint Louis, z których zorganizował trzy wyprawy badawcze na południe i zachód, nad Trinity River oraz nad Missisipi celem wytyczenia drogi lądowej do istniejących nad rzeką francuskich placówek. Podczas trzeciej ekspedycji La Salle zginął 20 marca 1687 roku zamordowany przez podwładnego niedaleko Navasota. Niedobitki ekspedycji powróciły do Montrealu w 1688.
Wrak statku La Belle z ekspedycji La Salle’a został odnaleziony w Matagorda Bay w 1995. Wrak zachował się w stosunkowo dobrym stanie i zawierał około miliona przedmiotów z ekspedycji, która zabrała ze sobą wszystko potrzebne do założenia nowej kolonii. Odnaleziono również pozostałości jednego z fortów ekspedycji La Salle’a w Teksasie (Fort Saint-Louis).

## Literatura
- Rene-Robert Cavelier, sieur de La Salle, [w:] Encyclopædia Britannica [dostęp 2012-09-22] (ang.).